# Таманский отдел
Тама́нский (Темрюкский, Славянский) отде́л — административная единица в составе Кубанской области Российской империи и Кубано-Черноморской области РСФСР, существовавшая в 1869—1924 годах. Административный центр — станица Славянская (до 1897 года — город Темрюк).

## География
Отдел занимал западную часть Кубанской области, на северо-западе омывался Азовским морем, на юго-западе — Чёрным морем, на юге граничил с Черноморской губернией.

### Современное состояние
На территории бывшего Таманского отдела Кубанской области сейчас располагаются части Абинского, Анапского, Калининского, Красноармейского, Крымского, Приморско- Ахтарского,
Славянского, Темрюкского,Тимашевского районов Краснодарского края.

## История
- Образован в 1869 году как Темрюкский уезд с центром в городе Темрюк в составе Кубанской области.
- С 1888 года — Темрюкский отдел.
- В 1897 году центр отдела перенесен в станицу Славянская.
- В 1910 году Темрюкский отдел был переименован в Таманский.
- После установления Советской власти на Кубани в марте 1920 года Таманский отдел вошёл в состав вновь образованной Кубано-Черноморской области.
- 18 ноября 1920 года Таманский отдел был ликвидирован, на его территории были образованы Темрюкский, Тимашевский и Славянский отделы.
- 18 мая 1922 года ликвидирован Темрюкский отдел, его территория присоединена к Славянскому отделу.
- 25 января 1923 года был ликвидирован Тимашевский отдел, часть его территории вошла в Славянский отдел.
- 2 июня 1924 года была ликвидирована Кубано-Черноморская область и все отделы входившие в неё. Большая часть территории Славянского отдела вошла в состав Кубанского округа Юго-Восточной области.

|                                                             |  |  |  |
| 315-летие дня Кубанского казачьего войска. Таманский отдел. |  |  |  |

## Административное устройство
В 1913 году в состав отдела входило 9 волостных правлений и 40 станица: 
- Волостные правления:

| - Витязевское — селение Витязевское, - Греческое — селение Греческое, - Джигинское — село Джигинское, - Киевское — село Киевское, - Мерчанское — селение Мерчанское, - Молдаванское — селение Молдаванское, - Русское — селение Русское, - Суворовско-Черкасское — село Суворовско-Черкасское, - Федоровское — село Фёдоровское, - Крымско-Солдатская слободка. |

- Станицы:

| - Абинская, - Анапская, - Анастасиевская, - Ахтанизовская, - Ахтырская, - Благовещенская, - Бриньковская, - Варениковская, - Верхнебаканская, - Вышестеблиевская, - Гостагаевская, - Ивановская, - Крымская, - Курчанская, | - Мингрельская, - Натухаевская, - Неберджаевская, - Нижнебаканская, - Ново-Джерелиевская, - Ново-Мышастовская, - Ново-Нижестеблиевская, - Новониколаевская, - Ольгинская, - Петровская, - Полтавская, - Поповичевская, - Приморско-Ахтарская, | - Раевская, - Роговская, - Славянская, - Старо-Величковская, - Старо-Джерелиевская, - Старо-Нижестеблиевская, - Старо-Титаровская, - Таманская, - Троицкая, - Фонталовская, - Холмская, - Шапсугская, - Эриванская. |

По состоянию на 26 января 1923 года в состав отдела входило 26 волостей:
| 1. Абинская, 2. Анастасиевская, 3. Ахтанизовская, 4. Варениковская, 5. Греческая, 6. Гривенская, 7. Джигинская, 8. Ивановская, 9. Киевская, | 1. Крымская, 2. Мерчанская, 3. Мингрельская, 4. Молдаванская, 5. Ольгинская, 6. Петровская, 7. Полтавская, 8. Приморско-Ахтарская, 9. Роговская, | 1. Славянская, 2. Старовеличковская, 3. Старотитаровская, 4. Суворово-Черкесская, 5. Таманская, 6. Темрюкская, 7. Федоровская, 8. Холмская. |

## В 1914 году в отделе было
Станицы
- Андреевская
- Бородинская
- Гладковская
- Днепровская
- Запорожская
- Курчанская
- Степная
- Хмельницкая

Аульское правление
- Суворовско-Черкесское — аул Суворовско-Черкесский

## Населённые пункты
Крупнейшие населённые пункты (население, конец XIX века):
- ст-ца Славянская (15 167[1])
- г. Темрюк (14 734[1])
- ст-ца Крымская (10 409)
- ст-ца Петровская (8 798)
- ст-ца Мингрельская (8 000)
- ст-ца Новонижестеблиевская (7 946)
- ст-ца Новомышастовская (7 866)
- ст-ца Марьянская (7 248)
- г. Анапа (6 944[1])
- ст-ца Нововеличковская (6 683)
- ст-ца Абинская (6 585)
- ст-ца Старонижестеблиевская (6 542)
- ст-ца Варениковская (6 407)
- ст-ца Старовеличковская (6 183)
- ст-ца Анастасиевская (6 000)
- ст-ца Старотитаровская (5 216)
- ст-ца Поповичевская (5 000)
- ст-ца Роговская (5 000)
- с. Федоровское (4 983)
- ст-ца Новоджерелиевская (4 686)
- х. Ахтарский (4 321)
- ст-ца Тамань (4 291)
- ст-ца Полтавская (4 000)
- ст-ца Староджерелиевская (4 000)
- ст-ца Курчанская (2 348)
- ст-ца Ахтанизовская (2 151)

## Население
Национальный состав отдела в 1897 году:
| Национальность | Численность, чел. | Доля от всего населения, % |
| -------------- | ----------------- | -------------------------- |
| украинцы       | 257 918           | 75,2                       |
| русские        | 58 660            | 17,1                       |
| греки          | 13 812            | 4,0                        |
| другие         | 12 586            | 3,7                        |
| Итого:         | 342 976           | 100,00                     |

Распределение населения по половому признаку:
- мужчины — 174 107 (50,8 %)
- женщины — 168 869 (49,2 %)